# Sardana de l'Any 2008
La Sardana de l'Any 2008 és la vintena edició del concurs La Sardana de l'Any. Es va desenvolupar entre els caps de setmana del 13/14 de setembre de 2008 i del 18/19 d'abril de 2009, a través de 27 tandes eliminatòries, per a arribar
a la gran final que es va celebrar el dia 9 de maig de 2009 a l'Auditori de Girona. Organitzat per la Federació Sardanista de Catalunya, un total de 33 emissores de ràdio van possibilitar l'audició de les 72 sardanes que el Comitè seleccionador va preseleccionar entre totes les estrenades durant l'any 2008.
Com a novetat, es va establir que la desena semifinal de l'edició del 2008 fos de repesca. Aquesta repesca, celebrada el cap de
setmana del 18/19 d'abril de 2009, va oferir dues de les sardanes no classificades en la fase eliminatòria i dues de les no classificades en la fase semifinal que, per raons de qualitat i/o popularitat, el Comitè Seleccionador va considerar que mereixien una segona oportunitat. La guanyadora va esdevenir la desena finalista.

## Semifinals
| Semifinal | Data                             | Sardana                           | Compositor            | Vots |
| --------- | -------------------------------- | --------------------------------- | --------------------- | ---- |
| 1         | 7 / 10 de febrer de 2009         | La plaça del paraigües            | Carles Santiago       | 437  |
| 1         | 7 / 10 de febrer de 2009         | Un bon badaloní                   | Jordi Paulí           | 250  |
| 2         | 14 / 15 de febrer de 2009        | Remors de Palamós                 | René Picamal          | 468  |
| 2         | 14 / 15 de febrer de 2009        | Quinze de quinze                  | David Estañol         | 277  |
| 3         | 21 / 22 de febrer de 2009        | Avinent                           | Joan Làzaro           | 513  |
| 3         | 21 / 22 de febrer de 2009        | 20 més 5 de Flor de Neu           | Carles Santiago       | 308  |
| 4         | 28 de febrer / 1 de març de 2009 | Per tu, Joan                      | Dolors Viladrich      | 432  |
| 4         | 28 de febrer / 1 de març de 2009 | Pel nostre Miquel                 | Lluís Alcalà i Baqués | 430  |
| 5         | 7 / 8 de març de 2009            | El tarannà del poble              | Enric Ortí            | 313  |
| 5         | 7 / 8 de març de 2009            | Foment de Prada de Conflent       | Josep Solà i Sànchez  | 396  |
| 6         | 14 / 15 de març de 2009          | Ja en tenim 10                    | Jeroni Velasco        | 369  |
| 6         | 14 / 15 de març de 2009          | Ciutat Reial                      | René Picamal          | 344  |
| 7         | 21 / 22 de març de 2009          | Albada a la torre de Sant Climent | Jordi Moraleda        | 154  |
| 7         | 21 / 22 de març de 2009          | Al mestre Puigferrer              | Josep Coll            | 569  |
| 8         | 28 / 29 de març de 2009          | Onades daurades a Palamós         | Xavier Cassanyes      | 488  |
| 8         | 28 / 29 de març de 2009          | Els Pujols de Badalona            | Jaume Cristau         | 247  |
| 9         | 4 / 5 d'abril de 2009            | Les aus del Foix                  | Agustí Serratacó      | 331  |
| 9         | 4 / 5 d'abril de 2009            | El coll del Padró                 | Xavier Forcada        | 357  |
| Repesca   | 18 / 19 d'abril de 2009          | Sant Llorenç, gran reserva        | Pitu Chamorro         | 195  |
| Repesca   | 18 / 19 d'abril de 2009          | Un bon badaloní                   | Jordi Paulí           | 182  |
| Repesca   | 18 / 19 d'abril de 2009          | Sis de set                        | Enric Ortí            | 170  |
| Repesca   | 18 / 19 d'abril de 2009          | Quinze de quinze                  | David Estañol         | 213  |

## Eliminatòries
| Eliminatòria | Data                        | Sardana                           | Compositor           | Vots |
| ------------ | --------------------------- | --------------------------------- | -------------------- | ---- |
| 1            | 13 / 16 de setembre de 2008 | Pel nostre Miquel                 | Lluís Alcalà         | 289  |
| 1            | 13 / 16 de setembre de 2008 | Compassos d'agraïment             | Joan J. Beumala      | 202  |
| 1            | 13 / 16 de setembre de 2008 | Ningú com tu                      | Ferran Carballido    | 168  |
| 1            | 13 / 16 de setembre de 2008 | Sant Llorenç, Gran Reserva        | Pitu Chamorro        | 154  |
| 2            | 20 / 22 de setembre de 2008 | Quinze de quinze                  | David Estañol        | 208  |
| 2            | 20 / 22 de setembre de 2008 | Sempre laietans                   | Daniel Gasulla       | 101  |
| 2            | 20 / 22 de setembre de 2008 | Les Noies d'Organyà               | Agustí Pedrico       |      |
| 2            | 20 / 22 de setembre de 2008 | Les homilies d'Organyà            | Josep Coll           |      |
| 3            | 27 / 30 de setembre de 2008 | Remors de Palamós                 | René Picamal         | 375  |
| 3            | 27 / 30 de setembre de 2008 | Sant Climent ciutat pubilla       | Josep Farràs         | 209  |
| 3            | 27 / 30 de setembre de 2008 | De Susqueda a Palamós             | Salvador Coll        | 142  |
| 3            | 27 / 30 de setembre de 2008 | A l'amic Florís                   | Jordi Feliu          | 93   |
| 4            | 4 / 7 d'octubre de 2008     | Albada a la torre de Sant Climent | Jordi Moraleda       | 210  |
| 4            | 4 / 7 d'octubre de 2008     | Un somni de color rosella         | Marc Timón           | 155  |
| 4            | 4 / 7 d'octubre de 2008     | Homenatge a un mestre             | Gerard Pastor        | 147  |
| 4            | 4 / 7 d'octubre de 2008     | Nocturn a Figueres                | Joan Josep Blay      | 133  |
| 5            | 11 / 14 d'octubre de 2008   | El coll del Padró                 | Xavier Forcada       | 278  |
| 5            | 11 / 14 d'octubre de 2008   | Un mar de fons                    | David Estañol        | 195  |
| 5            | 11 / 14 d'octubre de 2008   | La sardana de l'Eixample          | Jaume Cristau        | 105  |
| 5            | 11 / 14 d'octubre de 2008   | Igualada 2008                     | Josep Clavé          | 89   |
| 6            | 18 / 21 d'octubre de 2008   | Foment de Prada de Conflent       | Josep Solà           | 242  |
| 6            | 18 / 21 d'octubre de 2008   | No paris, no paris                | Joan J. Beumala      | 239  |
| 6            | 18 / 21 d'octubre de 2008   | On passem aquesta nit?            | Anna Abad            | 190  |
| 6            | 18 / 21 d'octubre de 2008   | Sant Esteve a Manel               | Esteve Palet         | 91   |
| 7            | 25 / 28 d'octubre de 2008   | Els pujols de Badalona            | Jaume Cristau        | 245  |
| 7            | 25 / 28 d'octubre de 2008   | Cant a la tramuntana              | Lluís Albert         | 197  |
| 7            | 25 / 28 d'octubre de 2008   | Vespres a l'Arnús                 | Gerard Pastor        | 130  |
| 7            | 25 / 28 d'octubre de 2008   | Passejant per Badalona            | Francesc Teixidó     | 129  |
| 8            | 1 / 4 de novembre de 2008   | Onades daurades a Palamós         | Xavier Cassanyes     | 262  |
| 8            | 1 / 4 de novembre de 2008   | Ofrena als mossos                 | Miquel Tudela        | 232  |
| 8            | 1 / 4 de novembre de 2008   | La torta de Tuïr                  | Joaquim Soms         | 207  |
| 8            | 1 / 4 de novembre de 2008   | Rellotger i compositor            | Maria Teresa monclús | 148  |
| 9            | 8 / 11 de novembre de 2008  | Avinent                           | Joan Làzaro          | 262  |
| 9            | 8 / 11 de novembre de 2008  | Sopar de cebes al Foment          | Robert Sarrade       | 160  |
| 9            | 8 / 11 de novembre de 2008  | Per tu, Mercè                     | Tomàs Gil            | 149  |
| 9            | 8 / 11 de novembre de 2008  | Ripoll a l'abat Oliva             | Jesús Ventura        | 124  |
| 10           | 15 / 18 de novembre de 2008 | Ciutat reial                      | René Picamal         | 190  |
| 10           | 15 / 18 de novembre de 2008 | Sis de set                        | Enric Ortí           | 180  |
| 10           | 15 / 18 de novembre de 2008 | El primer sol de l'any            | Amadeu Cuadrado      | 178  |
| 10           | 15 / 18 de novembre de 2008 | Un pas endavant                   | Daniel Gasulla       | 154  |
| 11           | 22 / 25 de novembre de 2008 | Ja en tenim 10                    | Jeroni Velasco       | 293  |
| 11           | 22 / 25 de novembre de 2008 | La plaça del poble d'Andorra      | Marc Timón           | 239  |
| 11           | 22 / 25 de novembre de 2008 | Estimada Elisabeth                | Xavier Capdevila     | 142  |
| 11           | 22 / 25 de novembre de 2008 | I menjarem anissos                | Jordi Ollé           | 132  |
| 12           | 29 / 2 de desembre de 2008  | Per tu, Joan                      | Dolors Viladrich     | 278  |
| 12           | 29 / 2 de desembre de 2008  | 30 de curts i per molts llargs!   | Josep Bou            | 210  |
| 12           | 29 / 2 de desembre de 2008  | Aires de Tona                     | Carles Raya          | 166  |
| 12           | 29 / 2 de desembre de 2008  | GEIEG 75 aniversari               | Josep Antoni López   | 143  |
| 13           | 6 / 9 de desembre de 2008   | Al mestre Puigferrer              | Josep Coll           | 278  |
| 13           | 6 / 9 de desembre de 2008   | Sempre amb nosaltres              | Lluís Alcalà         | 167  |
| 13           | 6 / 9 de desembre de 2008   | Tots a taula                      | Joan Manuel Margalef | 139  |
| 13           | 6 / 9 de desembre de 2008   | Posa't la Barretina               | Jordi Feliu          | 129  |
| 14           | 13 / 16 de desembre de 2008 | Un bon badaloní                   | Jordi Paulí          | 257  |
| 14           | 13 / 16 de desembre de 2008 | A l'amic Escudé                   | Fèlix López          | 185  |
| 14           | 13 / 16 de desembre de 2008 | Per tu, Alain                     | Jaume Oliver         | 178  |
| 14           | 13 / 16 de desembre de 2008 | En Jordi i la Magdalena           | Antoni Guinjoan      | 172  |
| 15           | 20 / 22 de desembre de 2008 | La plaça del paraigües            | Carles Santiago      | 301  |
| 15           | 20 / 22 de desembre de 2008 | Amics d'amics                     | Joan Làzaro          | 233  |
| 15           | 20 / 22 de desembre de 2008 | Mercat del Ram                    | Miquel Subirats      | 141  |
| 15           | 20 / 22 de desembre de 2008 | Pubillatge i primavera            | Juan Josep Blay      | 126  |
| 16           | 10 / 13 de gener de 2009    | Les aus del Foix                  | Agustí Serratacó     | 272  |
| 16           | 10 / 13 de gener de 2009    | Al·lusió                          | Raul Vàzquez         | 198  |
| 16           | 10 / 13 de gener de 2009    | En Pere Palleringa                | Esteve Palet         | 161  |
| 16           | 10 / 13 de gener de 2009    | Avui fa 50 anys                   | Ferran Carballido    | 150  |
| 17           | 17 / 20 de gener de 2009    | 20 més 5 de Flor de Neu           | Carles Santiago      | 397  |
| 17           | 17 / 20 de gener de 2009    | Entre tu i jo                     | Antoni Saladrigues   | 176  |
| 17           | 17 / 20 de gener de 2009    | Serenor, sofrença i joia          | Francesc Teixidó     | 116  |
| 17           | 17 / 20 de gener de 2009    | Aurembiaix                        | David Esterri        | 97   |
| 17           | 24 / 26 de gener de 2009    | El tarannà del poble              | Enric Ortí           | 276  |
| 17           | 24 / 26 de gener de 2009    | Ballada singular                  | Carles Raya          | 141  |
| 17           | 24 / 26 de gener de 2009    | Camins i rierols                  | David Esterri        | 128  |
| 17           | 24 / 26 de gener de 2009    | Els gegants del Coll              | Joan Gibert          | 120  |